# Svenkoeltzia congestiflora
Svenkoeltzia congestiflora är en orkidéart som först beskrevs av Louis Otho Otto Williams, och fick sitt nu gällande namn av Burns-bal. Svenkoeltzia congestiflora ingår i släktet Svenkoeltzia och familjen orkidéer. Inga underarter finns listade i Catalogue of Life.